# Courchelettes
Courchelettes is een gemeente in het Franse Noorderdepartement (Frans: département du Nord). De gemeente telde 2.868 inwoners op 1 januari 2022.
In maart 2015 werden de kantons van Douai opgeheven en werd uit een deel van de gemeenten het kanton Douai gevormd, waar ook Courchelettes deel van ging uitmaken.

## Geografie
De oppervlakte van Courchelettes bedroeg op 1 januari 2022 1,67 vierkante kilometer; de bevolkingsdichtheid was toen 1.717,4 inwoners per km².

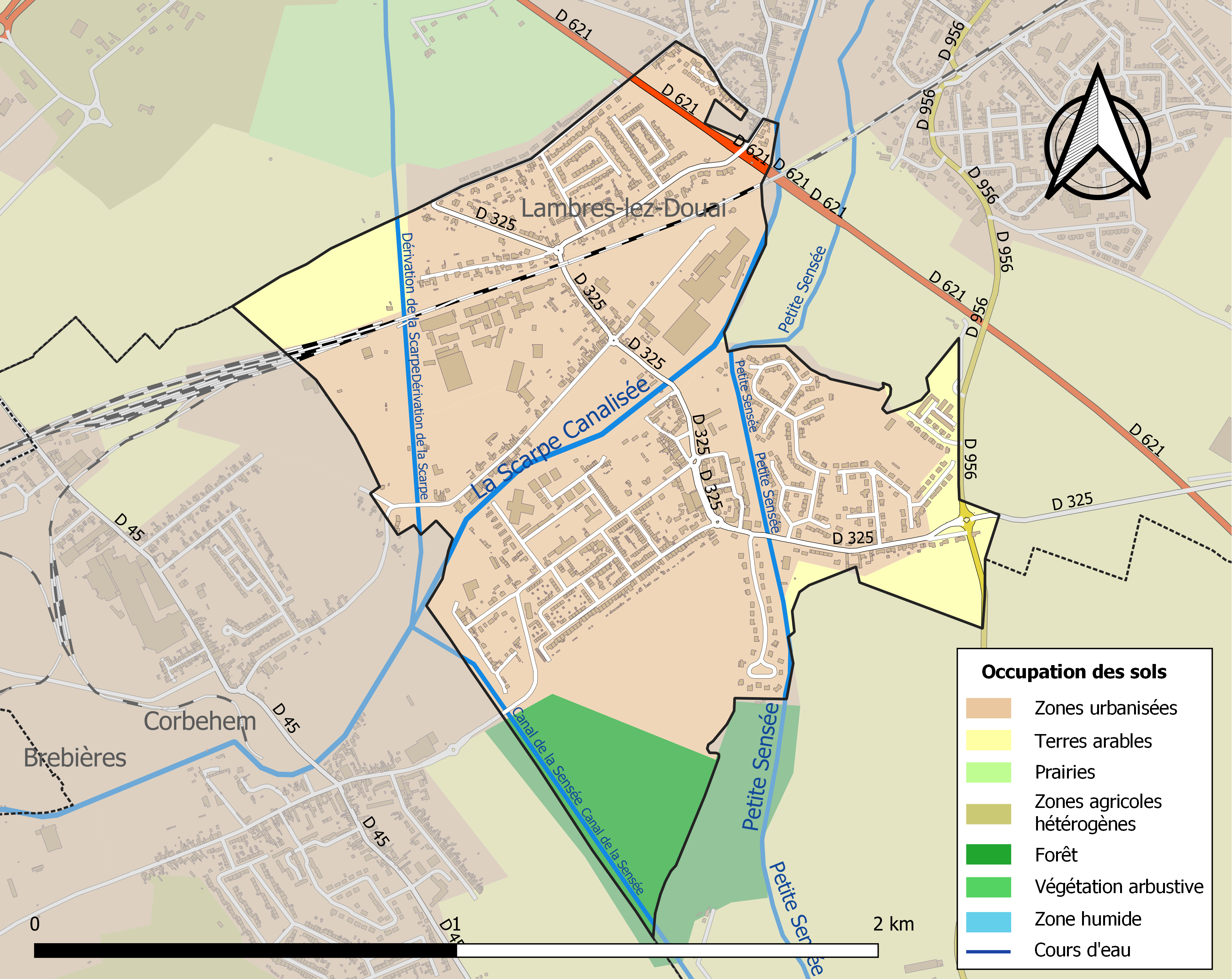
Kaart van de gemeente met belangrijkste infrastructuur, bodemgebruik en omliggende gemeenten

## Demografie
Onderstaande figuur toont het verloop van het inwonertal (bron: INSEE-tellingen).

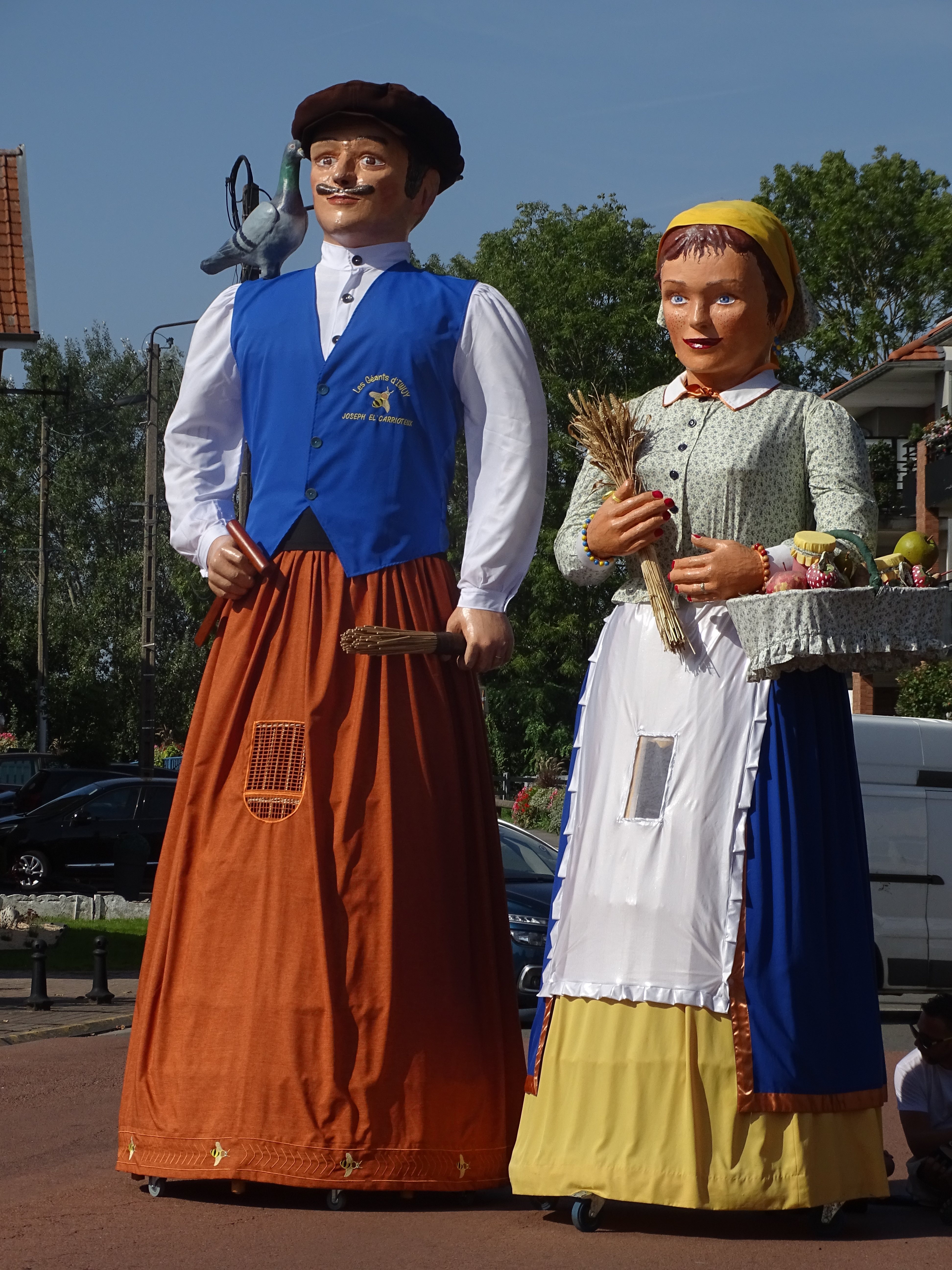
Stadsreuzen Mirmelène en Joseph

Courchelettes · Cuincy · Douai · Esquerchin · Flers-en-Escrebieux · Lambres-lez-Douai · Lauwin-Planque